# Lijst van burgemeesters van Ooltgensplaat
Dit is een lijst van burgemeesters van de voormalige Nederlandse gemeente Ooltgensplaat tot die in 1966 samen met Oude-Tonge en Den Bommel opging in de fusiegemeente Oostflakkee.
| Ambtsperiode | Naam burgemeester           | Partij of stroming | Bijzonderheden |
| ------------ | --------------------------- | ------------------ | --- |
| 18?? - 1838? | Johannis van Putten         |                    | |
| 1838 - 1852  | Anthony van Weel Dzn.       | liberaal           | tevens burgemeester van Den Bommel (1826-1852) |
| 1852 - 1856  | Helenus Wilhelmus Croes     |                    | tevens burgemeester van Den Bommel (1852-1857?) |
| 1856 - 1886  | Mr. David van Weel          |                    | |
| 1886 - 1906? | Pieter (P.) van Weel G.Gzn. |                    | tevens burgemeester van Den Bommel (1883-1906) |
| 1907 - 1923  | J.G. van Putten             |                    | |
| 1924 - 1938  | W.J. Donkersloot            | ARP                | tevens burgemeester van Den Bommel (1933-1938) |
| 1938 - 1942  | Cornelis (C.) Slobbe        | ARP                | tevens vanaf 1941 waarnemend burgemeester van Oude Tonge                                                                                                |
| 1942 - 1945  | Andries Pieter Lambert Bia  | NSB                | tevens tijdens (deel van) deze periode burgemeester van Den Bommel, Oude Tonge, Nieuwe Tonge en Stad aan 't Haringvliet, later burgemeester van Boskoop |
| 1945 - 1947  | Cornelis (C.) Slobbe        | ARP                | later burgemeester van Zwijndrecht |
| 1947 - 1955  | Pieter Willem Hordijk       | ARP                | tevens waarnemend burgemeester van Oude Tonge (1954-1955) en Den Bommel (1954-1955), later o.a. burgemeester van Middelharnis                           |
| 1956 - 1966  | Pim (W.M.) van der Harst    | CHU                | tevens waarnemend burgemeester van Oude Tonge en Den Bommel, later burgemeester van Oostflakkee                                                         |